# 瓦房店市
瓦房店市（がぼうてん-し）は中華人民共和国遼寧省大連市に位置する県級市。普蘭店市（現在の普蘭店区）と荘河市と共に「北方三市」と称された。

## 地理
瓦房店市は遼東半島中西部に位置し、北は蓋州市、東は普蘭店区に隣接し、南は普蘭店湾に望み、金州区に接し、西・南は渤海を望む。瀋陽市までは北に292キロメートル、大連市中心部より104キロメートルの距離にある。渤海海岸に長興島、交流島などが浮かび、長興島は中国北部で最大面積の島である。

## 歴史
遼代に設置された復州を前身とする。元代に廃止されたが、明代が成立すると洪武年間に復州衛として設置されたが、まもなく廃止されている。
清朝が成立すると1727年（雍正5年）に復州庁として再設置、1732年（雍正10年）には復州(Dahūngga jeo)と改編されている。
中華民国が成立すると1913年（民国2年）に復県と改編、1985年4月1日に県級市に昇格し瓦房店市と改称され現在に至る。

## 行政区画
- 街道弁事処：文蘭街道、新華街道、嶺東街道、共済街道、鉄東街道、祝華街道、崗店街道、太陽街道、九竜街道、長興島街道、交流島街道
- 鎮：復州城鎮、松樹鎮、得利寺鎮、万家嶺鎮、許屯鎮、永寧鎮、謝屯鎮、老虎屯鎮、紅沿河鎮、李官鎮、仙浴湾鎮、元台鎮、瓦窩鎮
- 郷：趙屯郷、土城郷、閻店郷、西楊郷、駝山郷、泡崖郷
- 民族郷：三台満族郷、楊家満族郷

## 経済

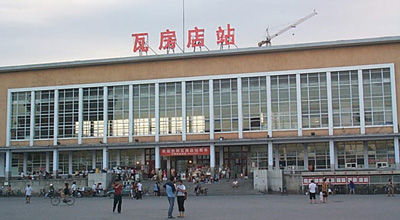
瓦房店駅（2002年）

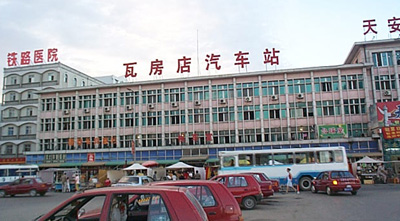
瓦房店バスステーション（2002年）

中国のベアリング産業の発祥地で有名。瓦房店軸承股份有限公司はアジアで最も大きなベアリングメーカーで、満州国時代に日本人によって創業された東洋最大のベアリング工場を前身とする。鉱業も盛んで、ダイヤモンドを産することで有名で、埋蔵量は中国全体の54パーセントを占める。ほかに石灰岩も豊富に産出する。
農業においては果実の生産地（国家指定の果実生産基地）であり、リンゴの産地として有名で、ほかにセイヨウナシ、桃、李、ブドウ、さくらんぼなどを産し、ハウス栽培も行われている。また、蜂蜜、南京豆、瓢箪などが作られ、これらは加工されている。わさび、ブロイラーなどは日本へ輸出されている。漁業は、461kmの海岸線を有し、ナマコ、エビ、ハマグリ、カニ、ボラ、クラゲ、帆立貝など25万t以上の漁獲高がある。
渤海海岸の東崗鎮に中国最大級の紅沿河原子力発電所がある。また、長興島を日中韓の工業・貿易地区として開発中で、石灰岩採掘場、ゴルフ場などが完成していて、韓国のSTXグループがアジア最大級の造船所を建設しており、風力発電の研究施設なども計画中である。

## 観光
龍門温泉（許屯鎮にある）、仙浴湾海水浴場、ダイヤモンド鉱山など。

## 交通

### 鉄道
- 中国国家鉄路集団
  - 哈大旅客専用線

（大連方面）- 瓦房店西駅 -（瀋陽方面）
  - 瀋大線

（大連方面）- 瓦房店駅 - 松樹駅 - 許家屯駅 -（瀋陽方面）

### 道路
- 高速道路
  - 瀋海高速道路
  - 皮長高速道路
- 国道
  - G202国道

## 健康・医療・衛生
- 瓦房店市中心医院

## 友好都市
- 玉名市（日本）1994年10月6日締結
- 天童市（日本）2002年5月27日締結

中国国内
- 黒竜江省ハルビン市阿城区
- 長春市朝陽区
- 吉林省四平市梨樹県
- フルンボイル市アロン旗
- 遼寧省鉄嶺市西豊県
- 遼陽市遼陽県
- 山西省臨汾市侯馬市
- 太原市古交市
- 洛陽市澗西区
- 温州市鹿城区
- 江蘇省蘇州市張家港市
- 江西省南昌市新建区
- 四川省成都市双流区
- 新疆ウイグル自治区グルジャ市